# 灰乌鸦
灰乌鸦（学名：Corvus tristis）是鸦科鸦属的一种，分布于印度尼西亚和巴布亚新几内亚。该物种的保护状况被评为无危。
灰乌鸦的平均体重约为635.0克。栖息地包括亚热带或热带严重退化的前森林、亚热带或热带的湿润低地林、乡村花园和亚热带或热带的湿润山地林。